# 鷹野型給油艦
鷹野型給油艦（たかのがたきゅうゆかん）は、大日本帝国海軍の給油艦。第二次世界大戦中に同型艦8隻の建造が計画されたが、いずれも中止された。

## 概要
「航空機を艦載する給油艦」という、給油艦「速吸」(計画番号V9乙 またはJ33)より更に航空機搭載量を増した型(計画番号V9甲 またはJ34)として、1942年（昭和17年）度の改⑤計画で8隻の建造が計画された給油艦である。給油艦としての運用以外にも、ミッドウェー海戦で喪失した正規空母の不足を補う補助空母としての運用も想定され、艦上攻撃機「流星」14機の搭載が可能とされた。
基本計画は三菱重工業艦船計画課で行い、全艦が三菱重工業長崎造船所での建造を予定されていたが、戦局の悪化に伴い1944年（昭和19年）5月5日に全艦が未着工のうちに建造取り止めとなった。
鷹野型は「速吸」と同様にカタパルトによる航空機発進能力は持つが、着艦能力を持たないので発進した航空機は不時着水して搭乗員のみを自艦または僚艦で救助するか、自軍勢力下の陸上基地の滑走路に代替着陸する事となる。この点で英国のCAMシップに類似したものであるが、艦の所属自体は海軍の為、英国の分類では戦闘カタパルト艦に当たるものとなる。
海軍では他に類似した船舶として、TL型戦標油槽船に全通飛行甲板を搭載した特TL型「しまね丸」を完成させているが、殆ど運用することなく空襲で喪失している。特TL型は元々陸軍からの提案で護送船団護衛を想定した護衛空母として改装されたものであるが、前述の通り海軍はこうした空母類似艦船を正規空母の代替となりうる補助戦力として想定していたことや、船団護衛には護衛空母の随伴よりも陸上機による直援が適切とする思想があったことから、特TL型の改装配備にも当初は反対したとされており、結局こうした形態の船舶の輸送船団への配備はほとんど進まないまま終戦を迎えている。

## 艦型
基本的な艦型は「速吸」に類似している。
船体規模は大体1TL型戦時標準船と同じ、機関出力は約2倍として速力20ノットを計画、速力が違うため線図は全く違うものとなった。
船体形状は「速吸」と同じで船首楼甲板と船尾楼甲板を有し、船橋楼甲板は持たず、船首楼甲板の後端に軍艦式艦橋と3脚式前部マストを設けた。その後方から、上甲板上高さ約7mの位置に船尾楼甲板まで続く射出甲板を設け航空機8機を搭載、その前寄りの位置にカタパルト2基を設置し航空機の急速発進に対応した。射出甲板の下部には船首楼甲板と同じ高さに最上甲板を設けてハンガー(格納庫)とし、折りたたんだ航空機(6機)を格納、エレベーターは設置しない。
後部デリックは「速吸」では右舷、左舷各1本ずつあったが、本艦型では射出甲板後端部の船尾楼甲板、中心線上に3脚式後部マスト1本とそれを支柱とした長大なデリック1本を設置、曳航補給用と航空機揚収用を兼用した。ハンガーの航空機を射出甲板に揚げ降ろす場合もこのデリックを使用する予定だった。
機関部は舷側に重油タンクを設置し、機関各室は船体中心線上に一列に割り当てられた。そのため缶室が従来のタンカーより前方になり、煙突は上甲板で後方へ約30m這い右舷側に立ち上がる形となった。
船体中央部は従来のタンカー同様に重油タンクだったが、最前部中央のものは空母と同じ全溶接構造の軽質油（ガソリン）タンクとした。曳航給油用設備として前述のデリックの他、最上甲板レベルで左舷側に全通の蛇管通路を設置、また補給糧食及生糧品庫、補給弾薬庫などは船首楼の下に置かれた。
12.7cm連装高角砲は艦の前後に各1基設置。25mm機銃は3連装2基、連装1基を計画、3連装機銃は艦橋後方横の射出甲板レベルに左右1基ずつ装備した。

## 要目
「特務艦 一般計画要領書 附現状調査」によるV9甲第5388号艦型の計画値。
- 排水量
  - 基準排水量：15,600英トン[7]
  - 公試排水量：18,000トン[7]
  - 満載排水量：19,228トン[7]
- 全長：160.00m[7]
- 最大幅：20.20m[7]
- 吃水：9.20m（公試状態平均）[7]
- 機関
  - 主缶：二号乙一型ロ号2基[8][9]
  - 補助缶：2基[8]
  - 主機：二号丁一型タービン1基、1軸19,000馬力[8]
- 速力：20.0ノット[7]
- 航続距離：18ノットで10,000海里[7]
- 燃料：重油3,240トン（満載）[7]
- 兵装
  - 12.7cm高角砲連装2基[10]
  - 25mm機銃3連装2基、連装1基[10]
  - 爆雷8個[11]
  - カタパルト：一式二号11型射出機2基[12]
- 航空機：十六試艦攻（後の流星）14機（補給物件として）[13]
- 乗員：264名（＋101名）計365名[14]
- 補給物件
  - 重油：6,800トン[13]
  - 軽質油：290トン[15](400キロ・リットル[9])
  - 潤滑油：103トン[15](飛行機用95キロ・リットル、機関用65キロ・リットル[9])
  - 真水：300トン[13]
  - 10cm高角砲弾薬：3,200発[13]
  - 25mm機銃弾薬：45,000発[13]
  - 爆雷：60個[13]
  - 爆弾：50番(500kg)14個または25番(250kg)28個[13]
  - 野菜：17トン（2,000人2週間分）[13]
  - 糧食：22トン（550人1ヶ月分）[13]
  - 糸屑：10トン[13]

## 同型艦
この項は『日本特設艦船物語』380頁による。全艦が未着工のうちに建造取り止めとなった。
- 鷹野（たかの、第5388号艦）
- 第5389号艦
- 潮見（しおみ、第5390号艦）
- 高浜（たかはま、第5391号艦）
- 大須（おおす、第5392号艦）
- 大間（おおま、第5393号艦）
- 竜舞（たつまい、第5394号艦）
- 塩瀬（しおせ、第5395号艦）